# Pselliopus cinctus
Espèce
Pselliopus cinctus est une espèce d'insectes hétéroptères prédateurs, appartenant à la famille des Reduviidae, à la sous-famille des Harpactorinae, à la tribu des Harpactorini et originaire de l'est des États-Unis.